# Сообразительный (великий протичовновий корабель)
«Сообразітєльний» (рос. «Сообразительный», букв. «Кмітливий») — радянський великий протичовновий корабель проєкту 61 типу «Комсомолець України». Названий на честь ескадреного міноносця «Сообразительный» Чорноморського флоту часів Другої світової війни.

## Історія
Корабель заклали 20 липня 1960 року на суднобудівному заводі імені 61 комунара в Миколаєві під заводським номером 1702. 23 листопада 1963 року побудоване судно включили до складу Червонопрапорного Чорноморського флоту. З 18 по 25 червня 1964 року «Сообразітєльний» перебував з візитом в югославському місті Спліт.
З 1 по 31 червня 1967 року виконував бойові завдання по наданню допомоги збройним силам Єгипту (в період арабо-ізраїльського конфлікту). З того часу корабель неодноразово перебував з візитами у різних країнах: з 2 по 15 серпня 1967 року відвідував Варну, з 29 січня по 4 лютого 1968 року — Котор і Зеленіку, з 20 по 27 липня 1969 року — Гавану.
В травні 1974 року судно відвідало Туніс. З 26 по 30 вересня 1985 року перебувало в ірландському місті Корк. В грудні 1987 року корабель наніс візит в столицю Анголи — Луанду, а в січні 1988 року — інше африканське місто — Пуент-Нуар. З січня по квітень 1988 року перебував у Сан-Томе і Порто-Ново.
З 1 жовтня 1976 року по 28 листопада 1978 пройшов капітальний ремонт на миколаївському суднобудівному заводі імені 61 комунара. 6 серпня 1982 року корабель передали до складу Північного Флоту. Після розпаду Радянського Союзу, 3 липня 1992 року корабель роззброїли та виключили зі складу ВМФ для демонтажу та подальшої його реалізації. У 1994 році «Сообразітєльного» продали приватній індійській фірмі на металобрухт.